# Glazialrelikt

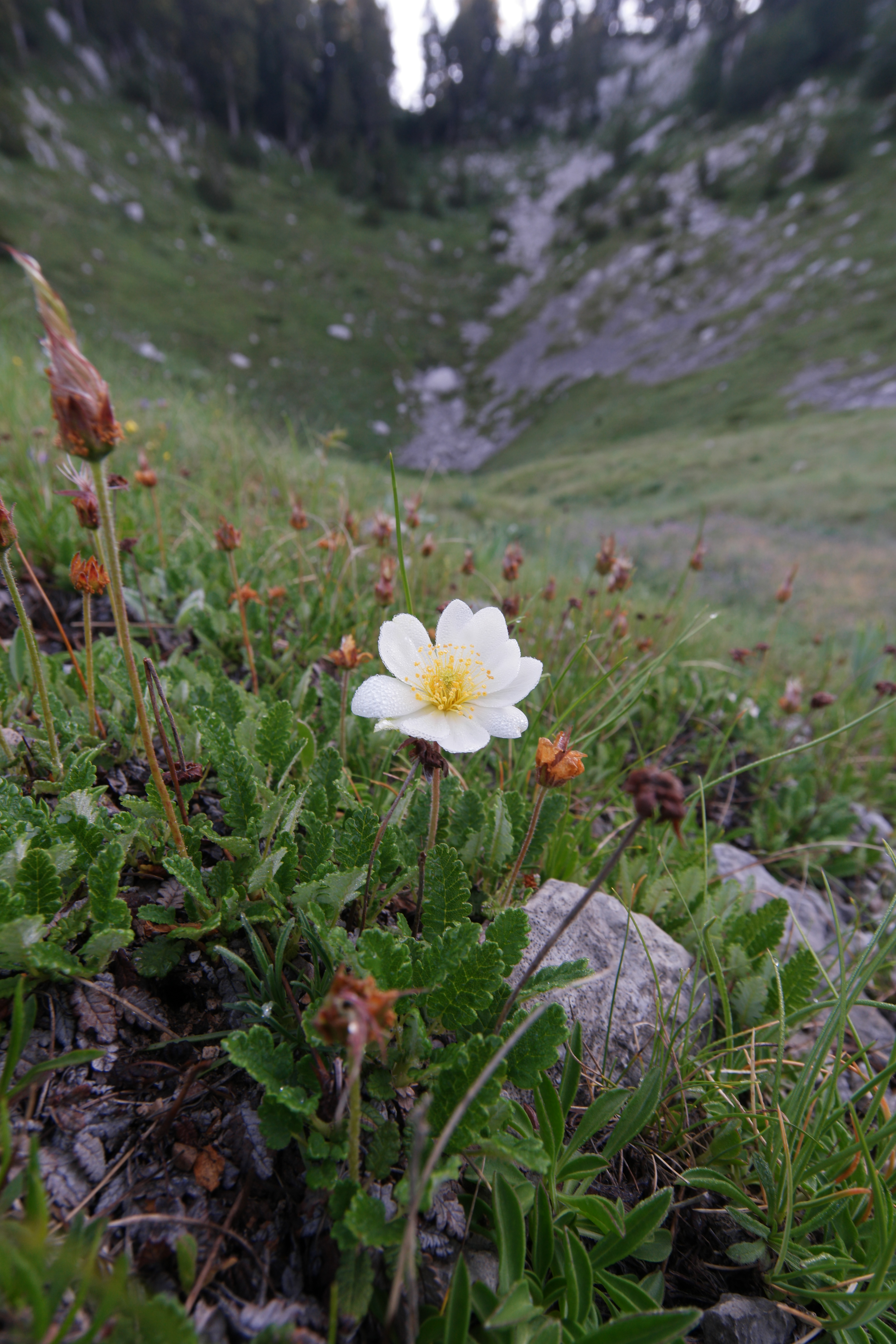
Leitart der spätpleistozänen Klimaepoche (Dryaszeit) ist die namengebende Weiße Silberwurz (Dryas octopetala). Das Verbreitungsareal des Eiszeit-Relikts zeigt zwischen den Hauptarealen in den Alpen und Skandinavien eine breite Lücke.

Als Glazialrelikte (lateinisch glacies „Eis“ und relictum „Rest“ – „eiszeitliche Relikte“) bezeichnet man kälte- sowie oft auch lichtliebende Pflanzen und Tiere, deren ursprünglicher Verbreitungsschwerpunkt in arktischen Regionen oder in den Hochgebirgen lag, die sich aber während der Kaltzeiten im Pleistozän von ihren ursprünglichen Verbreitungsgebieten in tiefere beziehungsweise südlicher gelegene Regionen ausbreiten konnten. Während der anschließenden Erwärmung mussten sie sich durch vertikale Wanderung auf klimatisch kühlere Standorte, beispielsweise im Gebirge, zurückziehen. Die verschiedenen Populationen wurden dadurch biogeographisch voneinander getrennt; die erhaltenen Teilareale bilden durch die entstandene Disjunktion eine arkto-alpine Gruppe, deren einzelne Arten zu vier Areal-Typen gehören. Durch die Isolation können sich die einzelnen Populationen genetisch auseinanderentwickeln.
Insbesondere für alpine Pflanzen- und Tierarten bedeutete das Herabsteigen von isolierten Hochlagen häufig, dass sich in dieser Zeit ihr Verbreitungsgebiet vergrößern konnte, da sie sich in den Ebenen über weite Gebiete ausdehnen konnten. Bei einer anschließenden Erwärmung konnten sie sich dann entweder auf neue, bisher nicht besiedelte hoch gelegene Standorte zurückziehen oder sich an einzelnen, geeigneten  Standorten erhalten. Anschaulich gesprochen sind es Arten, die sich im Wärmemeer auf Kälteinseln erhalten haben.
Ein gut untersuchtes Glazialrelikt ist die Weiße Silberwurz (Dryas octopetala), Leitart der besonders in der Jüngeren Dryaszeit am Ende der letzten Eiszeit in Europa dominanten Dryas-Floren. Saxifraga nivalis und Pedicularis sudetica haben beide eigentlich ein rein arktisches Verbreitungsgebiet (Saxifraga nivalis z. B. auf Spitzbergen, Pedicularis sudetica z. B. im Norden Kanadas), sind aber als Relikte auch aus dem Riesengebirge bekannt. Die Moltebeere (Rubus chamaemorus) ist eine Art der Borealen Zone mit zwei Standorten in Norddeutschland. Ein erstes bekannt gewordenes Beispiel eines Glazialreliktes in den Pyrenäen ist der Pyrenäen-Gebirgsmolch (Calotriton asper).

## Beispiele
Die Vorkommen der folgenden Beispiele als (mögliches) Relikt sind im jeweiligen Artikel erklärt.
Flora
- Weiße Silberwurz (Dryas octopetala)
- Zwergbirke (Betula nana)
- Alpen-Fettkraut (Pinguicula alpina)
- Purpur-Grasnelke (Armeria maritima subsp. purpurea)
- Schlankes Wollgras (Eriophorum gracile)
- Felsen-Leimkraut (Silene rupestris)
- Moor-Steinbrech (Saxifraga hirculus)
- Sibirischer Goldkolben (Ligularia sibirica)
- Kleine Teichrose (Nuphar pumila)

Fauna
- Alpenbock (Rosalia alpina)
- Alpenmurmeltier (Marmota marmota)
- Forficula apennina
- Gletscherweberknecht (Mitopus glacialis)
- Hypera pandellei folwacznyi (ein Rüsselkäfer)
- Knochs Mohrenfalter (Erebia epiphron)
- Pyrenäen-Gebirgsmolch (Calotriton asper)
- Rhön-Quellschnecke
- Reliktkrebschen (Mysis relicta)